# Integracja pionowa

Integracja pionowa na przykładzie branży samochodowej

Integracja pionowa – pojęcie w zarządzaniu, polegająca na połączeniu technologicznie odrębnych faz produkcji, dystrybucji, sprzedaży lub innych procesów w obrębie jednego przedsiębiorstwa.
Idea integracji pionowej powstała w XIX wieku, przedstawiona przez Andrew Carnegie.

## Rodzaje integracji pionowej
Integracja pionowa to stopień w jakim dana firma jest w posiadaniu swoich odgórnych dostawców (upstream suppliers) i oddolnych nabywców (downstream buyers). W przeciwieństwie do integracji poziomej, która jest zestawieniem wielu firm, które zajmują się tą samą częścią procesu produkcyjnego. Integracja pionowa odnosi się do jednej firmy, zaangażowanej w różne części produkcji (tj. produkcja, transport, marketing, sprzedaż detaliczna).
Wyróżnia się trzy rodzaje integracji pionowej:
- integracja odwrotna (do tyłu, ang. backward/upstream) – przedsiębiorstwo kontroluje oddziały, które wytwarzają część wkładów używanych w produkcji swoich produktów, np. przedsiębiorstwo samochodowe może posiadać firmy produkujące opony, szkło i metal. Kontrola tych trzech oddziałów ma na celu stworzenie niezachwianej dostawy niezbędnych części produkcyjnych oraz zapewnienie stałej jakości produktów finalnych. Było to główne założenie biznesowe Forda, jak i innych firm samochodowych w latach 20. Firmy te pragnęły zminimalizować koszty poprzez centralizację produkcji samochodów i ich części.
- integracja przednia (do przodu, ang. forward/downstream) – przedsiębiorstwo kontroluje centra dystrybucji i punkty sprzedaży detalicznej.
- integracja zrównoważona – będącą kombinacją obu – przedsiębiorstwo kontroluje wszystkie komponenty, od surowców po sprzedaż produktu finalnego.